# サミュエル・オズグッド

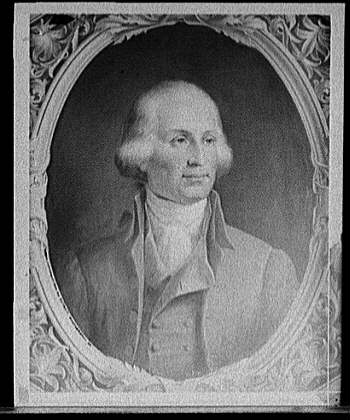
サミュエル・オズグッド

サミュエル・オズグッド（Samuel Osgood, 1748年2月3日 - 1813年8月12日）は、アメリカ合衆国の実業家、政治家。マサチューセッツ州代表として大陸会議に参加し、合衆国憲法下で最初の郵政長官を務めた。

## 青年期
1747年、オズグッドはマサチューセッツ植民地のアンドーヴァーにおいて、ピーター・オズグッドの三男として生まれた。オズグッドはハーバード大学で神学を学び、1770年に卒業した。
大学卒業後、オズグッドはアンドーヴァーに戻り、商人として生計を立てた。オズグッドは地元の民兵に参加した。オズグッドは1774年にエセックス郡から植民地議会の議員に選出された。そして同年、オズグッドは革命政府としての邦議会に参加した。

## アメリカ独立戦争
オズグッドは1775年4月に起こったレキシントン・コンコードの戦いで、地元の民兵隊を統率した。オズグッドの民兵隊は退却するイギリス軍の後を追い、ボストン包囲戦に加わった。やがてボストン包囲戦に参加した各地の民兵が大陸軍として結集すると、オズグッドはケンブリッジを守備する旅団の少佐となった。オズグッドはアートマス・ウォード将軍の補佐官となり、大佐に昇進した。1776年3月、ボストン包囲戦で大陸軍が勝利を収めると、オズグッドは大陸軍を去り、マサチューセッツ邦議会に戻った。
1776年、マサチューセッツ邦議会はオズグッドをマサチューセッツ陸軍委員会の委員長に任命した。オズグッドは1780年に邦政府が再編されるまで、同委員会の委員長を務めた。またオズグッドは1779年から1780年まで、マサチューセッツ州憲法制定会議の代表も務めた。
新たな州憲法が制定された1780年、オズグッドは州上院議員として選出された。同年、新たな州政府はオズグッドをマサチューセッツ州代表の1人として大陸会議に派遣した。オズグッドは1784年まで大陸会議代表を務めた。
オズグッドは1784年にマサチューセッツ州下院議員を務め、翌1785年に州政府はオズグッドを州裁判官として任命した。だがオズグッドは間もなく連合会議から財務監督官として指名を受けたため、州裁判官を辞任した。オズグッドはニューヨークに移り、連合会議の閉会まで財務監督官を務めた。

## ニューヨークでの政治
1789年にアメリカ合衆国政府が成立すると、ジョージ・ワシントン大統領はオズグッドを合衆国憲法下での最初の郵政長官として任命した。合衆国政府がペンシルベニア州フィラデルフィアから最終的にワシントンD.C.に移ったとき、オズグッドはニューヨークに残ることを決め、1791年に郵政長官を辞任した。
1800年、オズグッドはニューヨーク州下院議員に選出された。オズグッドは1803年まで州下院議員を務め、また州下院議長も務めた。1803年、オズグッドはニューヨーク港の海軍局長に任命された。オズグッドは海軍局長を死ぬまで務めた。オズグッドは1812年にニューヨークに新設されたニューヨーク都市銀行（現在のシティバンク）の初代頭取に就任した。

## 晩年
オズグッドはアメリカ哲学協会の一員であり、晩年には著作研究活動に多くの時間を充当した。オズグッドはジョージ・ワシントンやトマス・ジェファーソンらと広く意見交換した。
1813年、オズグッドはニューヨークの自宅で死去した。オズグッドはマンハッタンのブリック長老派教会に埋葬された。